# Jonas De Bruyn
Jonas De Bruyn (2004) is een Belgische illusionist. Hij is Belgisch Kampioen Goochelen en heeft de finale van Belgium's Got Talent in 2021 gehaald. Naast het werken aan projecten in de media is Jonas hoofdzakelijk bezig met het optreden op bedrijfsfeesten en privé-evenementen. 

## Biografie
Jonas De Bruyn kwam al vanaf jonge leeftijd in contact met goochelen. Vanaf zijn elfde groeide dit steeds meer uit tot een passie: de liefde voor het entertainen bleek zijn grootste drijfveer. Sinds zijn 14 jaar won Jonas reeds tal van prijzen op het Vlaams én het Belgisch kampioenschap goochelen, zowel in de categorie close up met zijn tafelgoochelen als met zijn groepsvoorstellingen (podiumshows). Na zijn deelname aan Belgium’s Got Talent in 2021 waar hij finalist werd, werd hij in 2022 uitgeroepen tot Belgisch Kampioen goochelen. Dit was ook het jaar waarin hij voor het eerst zijn zaalshow “Ik Wij Jij” speelde in het uitverkochte cultureel centrum “De Plomblom” te Ninove. Hij studeerde aan het Hartencollege Weggevoerdenstraat te Ninove en aan de Universiteit Gent in de richting Handelswetenschappen. 

## Hoogtepunten
De Bruyn heeft deelgenomen aan meerdere kampioenschappen, waarbij hij meermaals een podiumprijs gewonnen heeft:
- 2018: Vlaams kampioenschap, in de categorie "close-up"
- 2018: Belgisch kampioenschap, in de categorie "close-up"
- 2019: Tweede plaats in het Vlaams kampioenschap, met een LEGO-act
- 2019: Belgisch kampioenschap, met een LEGO-act
- 2021: Finalist in Belgium's Got Talent
- 2022: STIPIT actie op Ketnet
- 2022: Het Beste Bod op GoPlay
- 2022: MNM met Fransisco Schutser en Pommelien Thijs
- 2022: Bricks-and-More Geel
- 2022: Zaalshow "Ik Wij Jij" te Ninove
- 2022: Belgisch Kampioen Goochelen
- 2023: Warme William
- 2023: De Campus Cup op VRT
- 2023: Bricks-and-More Geel
- 2023: De Place o BV op RINGTV
- 2024: Code Van Coppens
- 2024: Olympische Spelen - Belgium House